# 錫索內山
46°17′34″N 9°45′52″E / 46.29278°N 9.76444°E
錫索內山（義大利語：Monte Sissone），是歐洲的山峰，位於意大利和瑞士接壤的邊境，屬於布雷加格利亞山脈的一部分，海拔高度3,330米，每年平均降雨量1,693毫米。